# Badminton 1905
Höhepunkte des Badmintonjahres 1905 waren die All England und die Irish Open.
==Internationale Veranstaltungen ==
| Veranstaltung | Herreneinzel         | Dameneinzel  | Herrendoppel                              | Damendoppel                   | Mixed                              |
| ------------- | -------------------- | ------------ | ----------------------------------------- | ----------------------------- | ---------------------------------- |
| All England   | Henry Norman Marrett | Meriel Lucas | C. T. J. Barnes Stewart Marsden Massey    | Ethel B. Thomson Meriel Lucas | Henry Norman Marrett Hazel Hogarth |
| Irish Open    | Henry Norman Marrett | -            | Henry Norman Marrett Albert Davis Prebble | Meriel Lucas Ethel B. Thomson | Norman Wood Hazel Hogarth          |

## Terminkalender
| Veranstaltung           | Ort    | Datum               |
| ----------------------- | ------ | ------------------- |
| Middlesex Championships |        | 2. Januar 1905      |
| Irish Open              |        | Februar 1905        |
| All England             | London | 1. bis 4. März 1905 |
| Surrey Championships    |        | 1905                |